# T-ara
T-ara (kor. 티아라; wym. [tiˈɑːrə]; jap. ティアラ, zapis stylizowany: T-ARA lub T♔ARA) – girls band z Korei Południowej. Grupa zadebiutowała w 2009 roku pod wytwórnią Core Contents Media, obecnie znaną jako MBK Entertainment. Znaczenie kryjące się za nazwą grupy, która opiera się na słowie „tiara”, pochodzi od idei zostania „królowymi przemysłu muzycznego”. Przed swoim debiutem grupa cieszyła się dużym zainteresowaniem, nazywano je „Super Rookies”.
Początkowo pięcioosobowa grupa była złożona z Jiae, Jiwon, Eunjung, Hyomin i Jiyeon, i w tym składzie wydała swój pierwszy singel Joheun Saram (kor. 좋은 사람) w kwietniu 2009 roku. Po odejściu Jiae i Jiwon w czerwcu, T-ara zadebiutowała w lipcu 2009 roku jako sześcioosobowa grupa z nowymi członkiniami: Boram, Qri i Soyeon.
Debiutancki album studyjny grupy Absolute First Album został wydany w grudniu 2009 roku i zaowocował wydaniem kilku singli m.in. Geojitmal, TTL (Time To Love), TTL Listen 2, Bo Peep Bo Peep, Cheoeum Cheoreom i Neo Ttaemune Michyeo. Kolejnym wydawnictwem grupy było EP Vol.2 Temptastic, które zawierało single Wae Ireoni i Yayaya sklasyfikowane w pierwszej piątce listy Gaon Chart. Wraz z drugim EP John Travolta Wannabe grupa wydała singel Roly-Poly, który został singlem nr 1 roku na liście Gaon Chart, co przyniosło grupie wiele nagród i nominacji. Niecałe sześć miesięcy później grupa wydała swój trzeci EP Black Eyes, na którym znalazły się trzy single nr jeden: Cry Cry, Uri Saranghaetjanha i Lovey-Dovey. Singel Cry Cry został pierwszym singlem grupy nr 1 na liście Billboard Korea K-Pop Hot 100.
W 2011 roku T-ara podpisała kontrakt o wartości 350 mln yen z przedsiębiorstwem J-ROCK na debiut w Japonii, na najwyższą kwotę wśród grup debiutujących w Japonii. Główną wytwórnią zespołu jest EMI Music Japan, a zarządzaniem i marketingiem promocyjnym zajmuje się J-ROCK. Pierwszym japońskim singlem grupy był remake ich przeboju z 2009 r. Bo Peep Bo Peep. Uplasował się on na pierwszym miejscu na tygodniowej liście Oricon z 49 712 sprzedanymi egzemplarzami, po raz pierwszy w historii listy przebojów osiągnął to debiutujący koreański girlsband. T-ara wydała swój debiutancki japoński album studyjny Jewelry box w 2012 r., który uplasował się na drugim miejscu na liście Oricon. Od swojego debiutu do grupy doszły trzy osoby: Hwayoung w 2010 r., Areum w czerwcu 2012 r. i Dani w maju 2012 r., na krótko zostając dziewięcioosobową grupą, do momentu odejścia Hwayoung w lipcu 2012 roku. Areum opuściła grupę w lipcu 2013, po około roku od dołączenia do grupy. T-ara wykorzystuje obrotowy system liderek, który polega na wybraniu innego członka grupy jako liderki każdego roku w celu zapewnienia zarówno grupie i poszczególnym członkiniom możliwość rozwoju w nowym kierunku.
T-ara jest uważany za najbardziej popularny K-popowy girlsband w Chinach.
Ostatni minialbum zespołu ukazał się w czerwcu, został nagrany w czteroosobowym składzie, bez Boram i Soyeon, które nie przedłużyły kontraktu z wytwórnią. Pozostałe członkinie przedłużyły kontrakty do grudnia 2017 roku.

## Historia

### Wczesne początki i przeddebiutowe projekty
Oryginalnie częścią grupy T-ara były Jiae, Jiwon, Eunjung, Hyomin i Jiyeon i w tym składzie trenowały przez trzy lata pod skrzydłami agencji Mnet Media. W kwietniu 2009 roku wydały swój pierwszy singel Joheun Saram (Ver. 1) (kor. 좋은 사람) do ścieżki dźwiękowej koreańskiej dramy Cinderella Man. Jiyeon nawiązała współpracę z należącymi do jednej wytwórni SeeYa i Davichi nagrywając wspólnie singel zatytułowany Yeoseong Shidae (kor. 여성시대), który ukazał się w maju 2009 roku.
W czerwcu 2009 roku Mnet Media ogłosiło, że Jiae i Jiwon opuszczą T-ara z powodu różnic w stylu muzycznym. Pierwszym nowym członkiem, który doszedł do grupy była Boram, córka piosenkarza Jeon Young-rok i aktorki Lee Mi-young. Soyeon, była praktykantka Girls’ Generation, Soyeon i Qri doszły do grupy T-ara na trzy tygodnie przed jej debiutem. Na początku lipca 2009 roku grupa została przeniesiona z Mnet Media do jej filii – Core Contents Media.

### 2009–10: Debiut,Absolute First Album,Breaking HeartiVol.2 Temptastic
T-ara zadebiutowała 29 lipca 2009 roku w talk show Radio Star stacji MBC. Ich pierwszy występ odbył się 30 lipca w programie muzycznym M! Countdown kanału Mnet, gdzie wykonały Geojitmal (kor. 거짓말) i Norabollae? (kor. 놀아볼래?) z ich debiutanckiego singla. Ich debiut został oceniony negatywnie przez komentujących, którzy stwierdzili, że dziewczyny śpiewały z playbacku, i że wyglądało to jak spektakl ze "szkoły podstawowej". Grupa ogłosiła następnie, że przyszłe występy odbędą się na żywo. We wrześniu 2009 roku Eunjung, Soyeon, Hyomin i Jiyeon nawiązały współpracę z Kwangsu, Jihyuk i Geonil z grupy Supernova nagrywając wspólnie singel TTL (Time To Love). Został on wydany 15 września 2009 roku i został pierwszym singlem numer jeden obu grup, szczytując na wielu internetowych listach przebojów. T-ara i Supernova ponownie wydali wspólny singel TTL Listen 2 w dniu 9 października 2009 roku, na którym wystąpiły wszystkie członkinie obu grup.

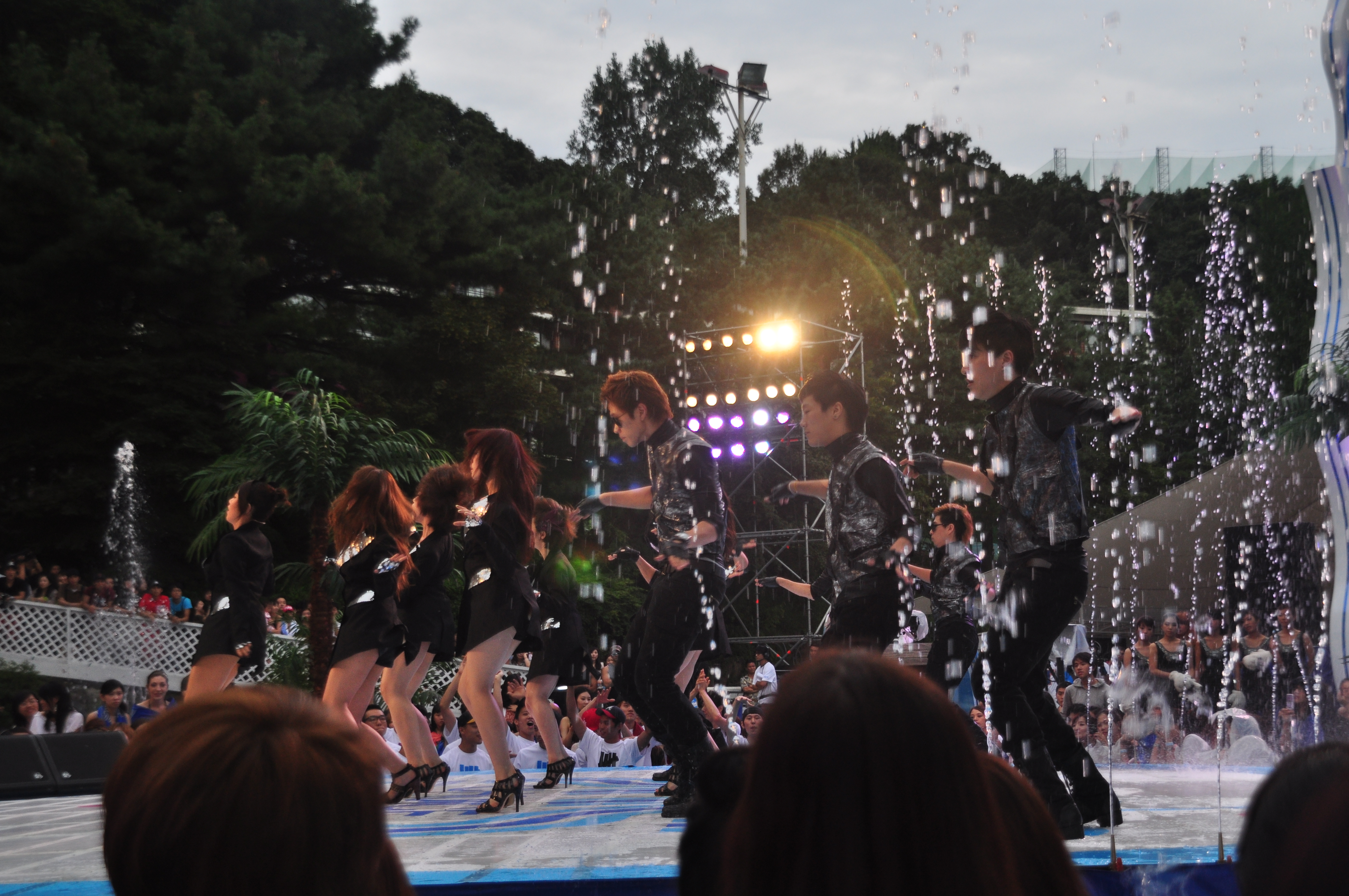
T-ara wykonująca utwór Neo Ttaemune Michyeo podczas Mnet 20's Choice Awards 26 sierpnia 2010 roku.

T-ara wydała swój debiutancki album studyjny Absolute First Album 27 listopada 2009 roku. W celu ustalenia tytułowego utworu albumu Core Contents Media przeprowadziło ankietę, w której społeczeństwo miało wybierać między Bo Peep Bo Peep a Cheoeum Cheoreom (kor. 처음처럼). Z 9000 osób, które wzięło udział w ankiecie na różnych portalach muzycznych 53% (4770 osób) wybrało utwór Cheoeum Cheoreom nad Bo Peep Bo Peep. Jednakże ten ostatni został wypromowany w programach muzycznych. Bo Peep Bo Peep zadebiutował na czwartej pozycji na liście Gaon, a utwór Cheoeum Cheoreom zadebiutował na miejscu dziesiątym. Ich występ comeback odbył się w programie Music Bank 4 grudnia 2009 roku. Podczas 24th Golden Disk Award grupa T-ara otrzymała nagrodę Rookie of the Year ex aequo z grupą 4minute.
Grupa zdobyła swoją pierwszą nagrodę programu muzycznego utworem Bo Peep Bo Peep podczas noworocznego odcinka Music Bank. Piosenka zdobyła łącznie pięć nagród: dwie z programu Music Bank i trzy programu Inkigayo, zgarniając "Triple Crown". W styczniu 2010 roku grupa ogłosiła promocję swojego nadchodzącego singla Cheoeum Cheoreom, która zakończyła się szybko, gdy u Soyeon zdiagnozowano H1N1. W tym samym miesiącu T-ara pojawiła się jako cameo w siódmym i ósmym odcinku serialu Master of Study, w którym Jiyeon odegrała główną rolę.
W lutym 2010 roku grupa zapowiedziała reedycję debiutanckiego albumu pod nowym tytułem Breaking Heart. Dwa single Neo Ttaemune Michyeo (kor. 너 때문에 미쳐) i Naega Neomu Apa (kor. 내가 너무 아파) zostały wydane cyfrowo 3 lutego 2010 roku, szczytując odpowiednio jako numer jeden i 31 na liście Gaon Chart. T-ara wystąpiła tego samego dnia w programie M! Countdown i zdobyła wiele nagród muzycznych dla Neo Ttaemune Michyeo w trakcie trwania ich promocji: dwie kolejne wygrane w Inkigayo, oraz pierwszą nagrodą w M! Countdown. Album Breaking Heart został wydany 3 marca 2010 roku osiągając drugą pozycję na tygodniowej liście Gaon i 35 na rocznym wykresie, sprzedał się w nakładzie 40 695 egzemplarzy. Po zakończeniu promocji singla Neo Ttaemune Michyeo, T-ara wykonywała utwór Naega Neomu Apa w programach muzycznych aż do początku kwietnia 2010 roku.
23 listopada 2010 roku T-ara wydała w wersji cyfrowej Wae Ireoni (kor. 왜 이러니) – główny singel pierwszego minialbumu Vol.2 Temptastic. Vol.2 Temptastic został wydany cyfrowo 1 grudnia 2010 roku, wraz z ich drugim singlem – Yayaya. Wydanie płytowe albumu zostało opóźnione na 3 grudnia z powodu ostrzelania wyspy Yeonpyeong, które miało miejsce w listopadzie 2010 roku. Ich występ comeback odbył się w programie Music Bank 3 grudnia 2010 roku, podczas którego grupa rozpoczęła swoją promocję wraz z nową siódmą członkinią – Hwayoung, i nową liderką – Boram. Zdobył dwa kolejne zwycięstwa dzięki piosenkom Wae Ireoni i Yayaya w programie M! Countdown.

### 2011:John Travolta Wannabe, debiut w Japonii iBlack Eyes
Grupa wydała swój drugi EP John Travolta Wannabe 29 czerwca 2011, osiągnął on 3 pozycję na liście Gaon Chart. Jedyny singel z albumu, Roly-Poly, został wydany tego samego dnia osiągając 2 pozycję na liście Gaon oraz 4 pozycję na nowo powstałej Billboard Korea K-Pop Hot 100. Singel kontynuował swój sukces, zostając najlepiej zarabiającą i najczęściej pobieraną piosenką 2011 roku w Korei według Gaon, z rekordową sprzedażą w wysokości 20 miliardów ₩ oraz 4 680 253 pobranymi plikami. Podczas trzeciego rozdania Melon Music Awards Roly-Poly otrzymał nagrodę za "Najlepszy Teledysk", podczas 1st Gaon Chart Awards zdobył nagrodę za "Singer of the Year (July)" oraz zdobył nominacje za "Best Dance Performance by a Female Group" i "Song of the Year" podczas 13th Mnet Asian Music Awards.

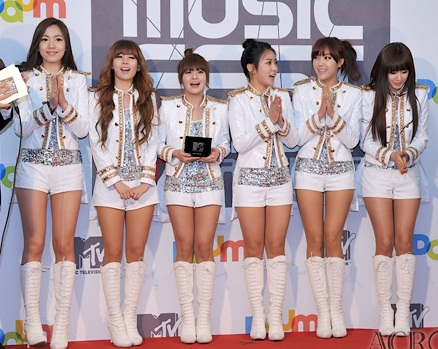
Grupa na MTV Daum Music Fest w 2011 roku

W sierpniu grupa wydała limitowaną reedycję drugiego EP pod tytułem Roly-Poly in Copacabana. Tytułowy utwór, Roly-Poly w Copacabana, jest remiksem eurodance utworu Roly-Poly nazwanym na cześć piosenki Copacabana, która została spopularyzowana w latach 80. w dyskotekach w Jongno. Album uplasował się na trzecim miejscu, natomiast singel zadebiutował na #40 i #45 na wykresach Gaon i Billboard Korea K-pop Hot 100.
28 września T-ara wydała swój debiutancki japoński singiel Bo Peep Bo Peep, który zadebiutował jako numer jeden na liście singli Oricon z 49 712 sprzedanymi egzemplarzami, czyniąc je pierwszym nie-japońskim girlsbandem z singlem na szczycie listy w historii Oricon. Singel zadebiutował jako numer jeden na Billboard Japan Hot 100 i otrzymał status złotej płyty przyznany przez RIAJ zarówno za pobrania na telefon jak i na komputer.
W listopadzie 2011 roku T-ara wydała swój trzeci EP Black Eyes, który uplasował się na drugim miejscu listy Gaon. Album został poprzedzony wydaniem singla Cry Cry, który osiągnął szczyt listy Billboard Korea K-Pop Hot 100 i wygrał dwie kolejne nagrody za pierwsze miejsce w programie M! Countdown. Budżet produkcji teledysku do piosenki Cry Cry wyniósł 1 000 000₩, teledysk przedstawiał trzydziestominutową historię.
30 listopada grupa wydała swój drugi japoński singiel, remake piosenki Yayaya z EP Vol.2 Temptastic. Zadebiutował on na #7 miejscu listy Oricon i #6 Billboard Hot 100 Japan.
W grudniu 2011 roku Core Contents Media poinformowało, że Hyomin przekaże liderstwo Soyeon. Grupa odbyła trzydniową mini-trasę koncertową pt. X-mas Premium Live, koncertując w Shinagawa Stella Hall (Tokio), w Zepp Nagoya i w Zepp Osaka. T-ara i Davichi wydały balladę świąteczną Uri Saranghaetjanha (kor. 우리 사랑했잖아) 23 grudnia 2011 roku, która została później dołączona do albumu Funky Town. Singel osiągnął numer jeden na liście Gaon i zadebiutował na #2 miejscu na liście Billboard Korea K-Pop Hot 100.

### 2012:Funky Town,Jewlery box,DAY BY DAYi zmiany w składzie
3 stycznia 2012 roku T-ara wydała ponownie minialbum Black Eyes pod nowym tytułem Funky Town. Album uplasował się na pierwszym miejscu tygodniowej listy Gaon i na drugim na liście miesięcznej, sprzedając się w ilości 43 049 kopii. Singel Lovey-Dovey promujący nową płytę uplasował się na pierwszej pozycji listy Gaon, jak i Billboard Korea K-pop Hot 100. Singel sprzedał się w ilości ponad 3 milionów cyfrowych kopii w samej Korei Południowej. W lutym, Forbes Korea, z okazji dziewiątej rocznicy działalności, zgłosiła tegoroczną listę "Top 40 Power Celebrities" na 2012 rok. T-ara sklasyfikowała się na liście pod numerem 17, czyniąc je w trzecią najsilniejszą grupą żeńską.

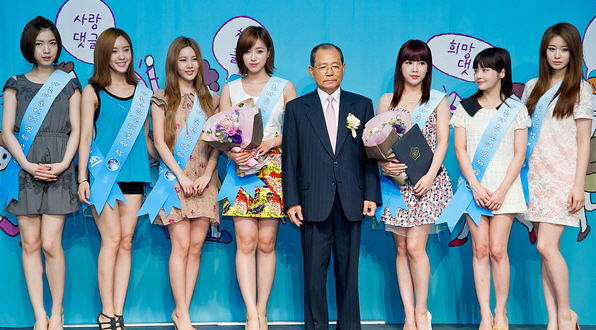
T-ara jako ambasadorki SNS projektu AINSE podczas ceremonii 2012 Create a Beautiful Internet World

W kwietniu Core Contents Media ogłosiło, że w lipcu do grupy dołączą dwie nowe członkinie, zmieniając T-ara w dziewięcioosobową grupę. 30 maja 2012 roku ogłoszono, że jedną z nowych członkiń będzie 14-letnia Dani. Niemniej jednak nie zadebiutuje oficjalnie z T-arą, dopóki nie poczuje się "gotowa" do dołączenia do zespołu, w międzyczasie trenując do swojej roli. Wystąpiła też w roli głównej w teledysku do utworu DAY BY DAY. 14 czerwca 2012 roku Core Contents Media przedstawiło 18-letnią Areum jako ostatnią z dwóch nowych dodatków do grupy.
Grupa wydała swój pierwszy japoński album Jewelry box 6 czerwca 2012 roku. Album zadebiutował na #2 miejscu na tygodniowej liście albumów Oricon ze sprzedażą ponad 57 tys. egzemplarzy. T-ara wyruszyła na swoją pierwszą japońską trasę koncertową  T-ARA JAPAN TOUR 2012 ~Jewelry box~ dając pierwszy koncert 19 czerwca 2012 w Nagoi; zakładaną frekwencją trasy było 40 000 osób. Przed wydaniem albumu wydane zostały cztery single: Bo Peep Bo Peep, Yayaya, Roly-Poly i Lovey-Dovey.

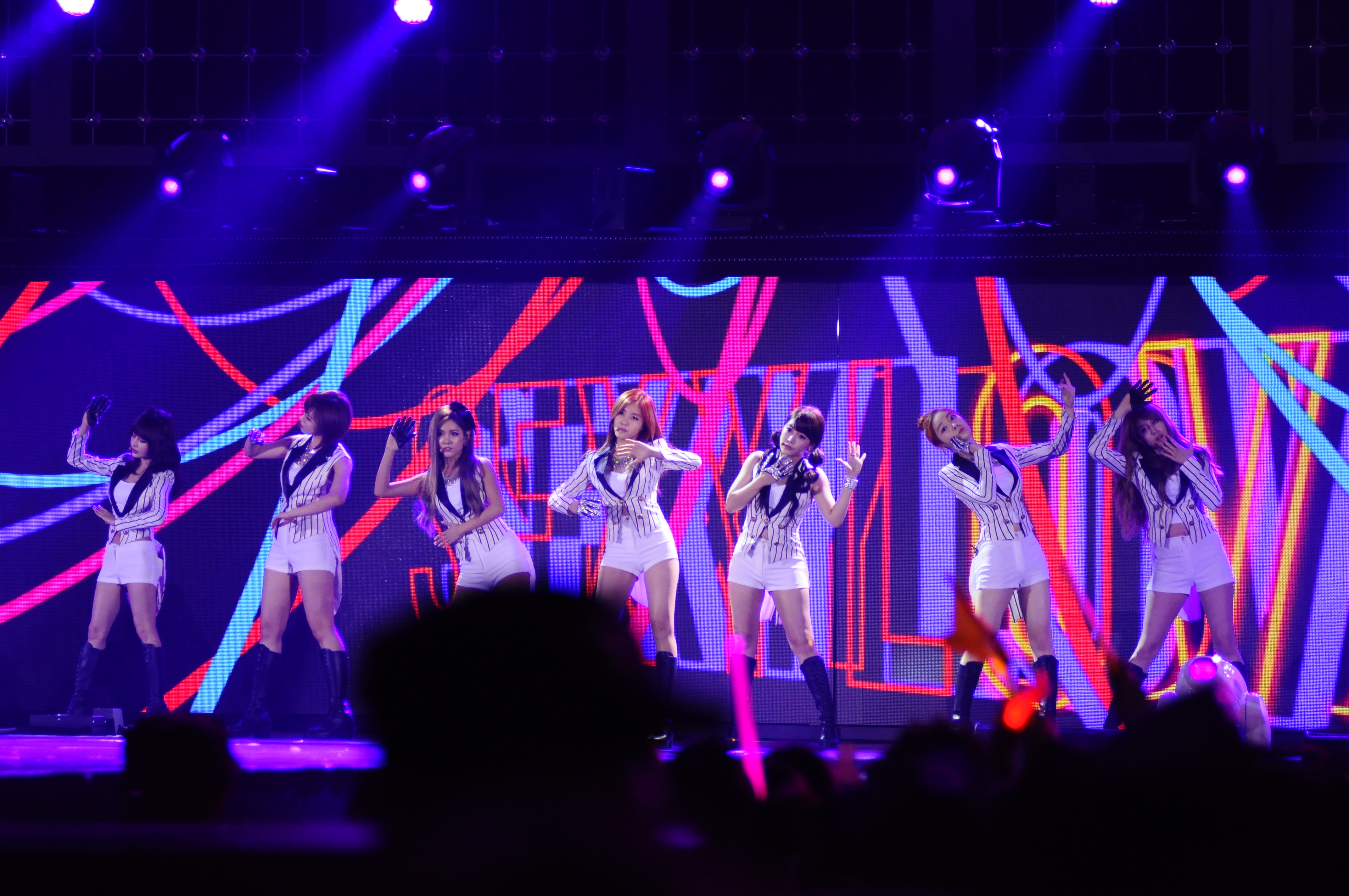
T-ara występująca w Hanoi, w Wietnamie (listopad 2012 r.)

W lipcu T-ara wydała swój czwarty EP DAY BY DAY, który znalazł się na miejscu 5 listy Gaon. Utwór tytułowy został tego samego dnia wydany jako singel, osiągając drugą pozycję. Pierwszy występ comeback DAY BY DAY odbył się 7 lipca 2012 roku w programie Core Music i był on debiutem ósmej członkini grupy Areum. Grupie towarzyszyła 70-osobowa orkiestra.
Core Contents Media oficjalnie ogłosiło odejście Hwayoung 30 lipca 2012 roku. Dyrektor generalny Core Content Media, Kim Kwang-soo, twierdził, że umowa Hwayoung została rozwiązana "w uszanowaniu skarg dziewiętnastu pracowników grupy T-ara". On również powiadomił, że prześladowania pomiędzy członkami grupy nie były powodem jej odejścia. Kontrowersje z tym związane zmusiły grupę do czasowego zawieszenia działalności, podczas gdy członkinie nadal kontynuowały swoje indywidualne działania. Zarówno Hwayoung jak i inne członkinie T-ary powiedziały, że fakty o ich prześladowaniu były zniekształcone przez internautów, ale z drugiej strony potwierdziły, że były konflikty i negatywne odczucia między członkami a Hwayoung.
Później zostało ogłoszone, że nie będzie żadnych zmian co do nadchodzącego comebacku T-ary, jednak ich agencja oznajmiła, że zostanie on odroczony bezterminowo. 3 września 2012 roku zespół wydał ponownie trzeci minialbum pod nowym tytułem MIRAGE. Tego samego dnia ukazały się również dwa single Sexy Love i Najgwa Bam (LOVE ALL) (kor. 낮과밤 (LOVE ALL)): pierwszy singel uplasował się jako nr 4 na Gaon Chart i nr 3 na Billboard Korea K-pop Hot 100. Najgwa Bam (LOVE ALL) był efektem współpracy Areum z T-ary a Gun-ji z Gavy NJ oraz Shannon.
10 września 2012 roku ogłoszono, że grupa wyda w Japonii kompilację, składającą się z wszystkich swoich dotychczasowych singli koreańskich (oprócz DAY BY DAY i Sexy Love) z okazji pierwszej rocznicy japońskiego debiutu. Płyta została wydana 10 października. W październiku T-ara wydała singel, na którym znalazły się japońskie wersje utworów Sexy Love i DAY BY DAY.

### 2013: Powstanie podgrup,TREASURE BOXi odejście Areum
Szósty japoński singel T-ary zatytułowany Bunny Style! (jap. バニスタ! Banisuta!) ukazał się 20 marca 2013 roku. Singel został wydany w dziesięciu różnych edycjach: siedmiu regularnych, które zawierały solowe wykonanie tytułowego utworu przez każdą z członkiń zespołu, i trzech limitowanych. Bunny Style! jest pierwszym oryginalnym japońskim utworem grupy. Aby promować singel grupa odbyła specjalne showcasy w piętnastu japońskich miastach; rozpoczynając 20 lutego w Sapporo Factory Atrium i kończąc 9 marca w Seagull Square w Nagasaki. Podróż grupy była transmitowana na ich oficjalnym kanale Nico Nico Douga.

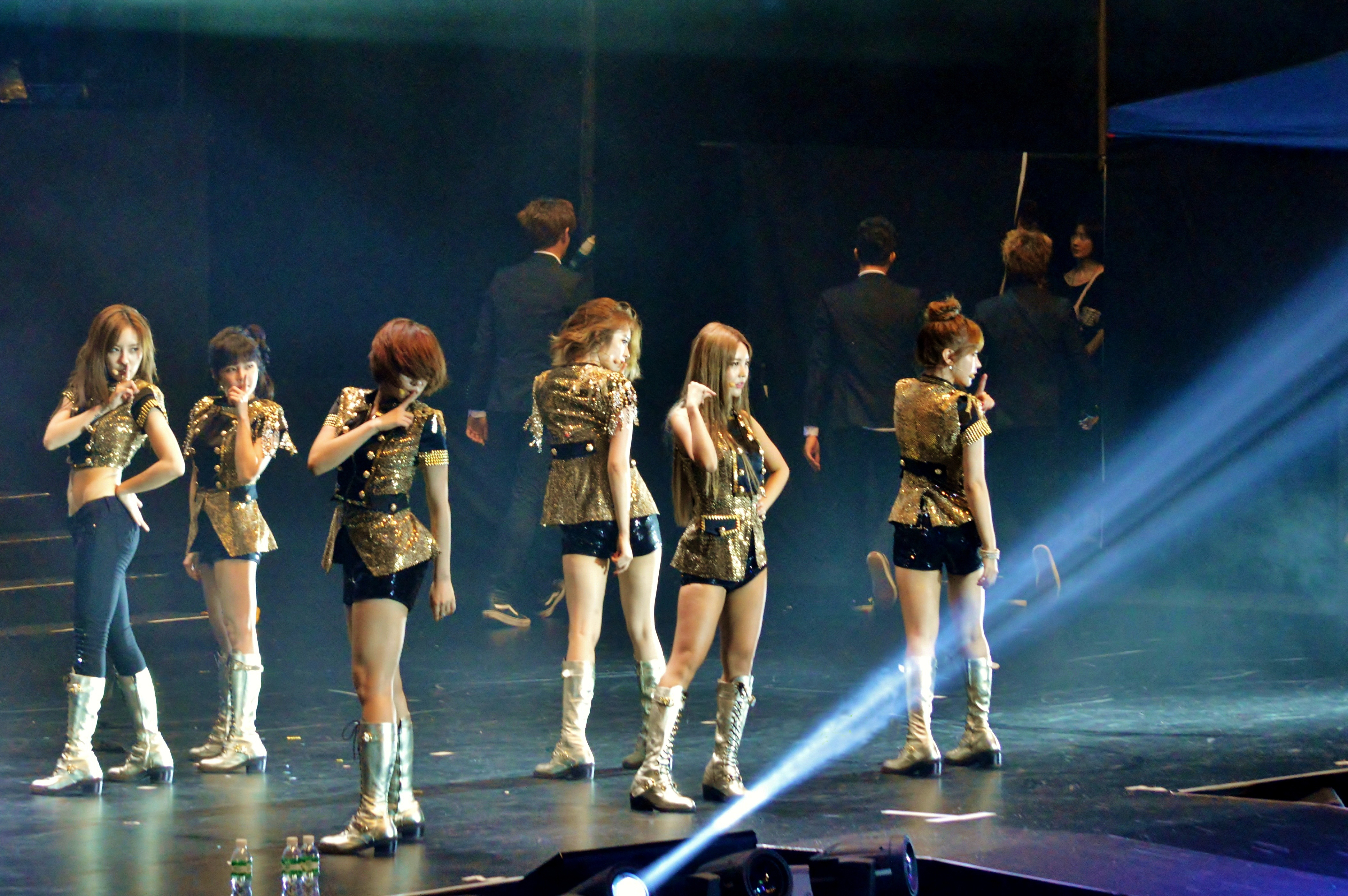
Koncert It's T-ara Time Live w Hongkongu w 2013 r.

Na początku kwietnia zostało ogłoszone powstanie podgrupy T-ara N4, w której skład weszły Eunjung, Hyomin, Jiyeon i Areum. Nazwa podgrupy jest skrótem od 'T-ara Brand New 4', co oznacza przekształcenie czterech członków. Dziewczyny zadebiutowały 29 kwietnia 2013 roku z piosenką Countryside Life (kor. 전원일기 Jeon Won Ilgi) wyprodukowaną przez Duble Sidekick. Powstanie drugiej podgrupy QBS, w której skład wchodzą Qri, Boram i Soyeon, zostało zapowiedziane w maju. 8 sierpnia 2013 roku został wydany drugi japoński album TREASURE BOX. Tytuł albumu został ujawniony 15 czerwca wraz z listą trzynastu utworów. Tematem przewodnim nowego wydawnictwa jest poszukiwanie skarbów (jap. 宝探し takarasagashi).
10 lipca 2013 roku Core Contents Media potwierdziło odejście Areum w celu kontynuowania kariery solowej. T-ara powróci do oryginalnego składu sześciu członkiń w ich nowym japońskim wydawnictwem prawdopodobnym koreańskim comebackiem. W sierpniu ukazał się teledysk Bikini T-ary z gościnnym występem Davichi i Skull. Podczas koncertu w Nippon Budōkan została przedstawiona nowa liderka grupy – Qri. 12 lipca wytwórnia Core Contents Media ogłosiła, że Dani zastąpi Areum w T-ara N4 podczas międzynarodowego i krajowego kampanii promocyjnej, ale nie zastąpi jej jako członek T-ary.
15 września CCM ogłosiło, że długo oczekiwany koreański powrót grupy odbędzie się 10 października. Była to również data premiery ósmego minialbumu AGAIN, który zaledwie kilka godzin po wydaniu znalazł się w pierwszej dziesiątce na listach przebojów. 2 grudnia grupa miała swój koreański comeback zatytułowany „Na eottokha” (kor. 나 어떡해, ang Do You know Me). Ukazał się także album repackage pt. Again 1977. 13 grudnia zespół wydał piosenkę Sumbakkokjil (kor. 숨바꼭질, ang. Hide and Seek).
Podczas rozdania nagród 2013 KoreanUpdates Awards organizowanego przez Korean Wave Indonesia T-ara zdobyły nagrody „Best Girl Groups” i „Song of the Year” za utwór Number 9. Singel Bunny Style! znalazł się na liście najlepiej sprzedających się singli serwisu YesAsia na pozycji drugiej. Pod uwagę została wzięta łączna sprzedaż wszystkich wersji singla. Dodatkowo grupa znalazła się na czwartym miejscu najlepiej sprzedających się grup według YesAsia.

### 2014–2015:Gossip Girl,And & End,So Goodi chiński debiut

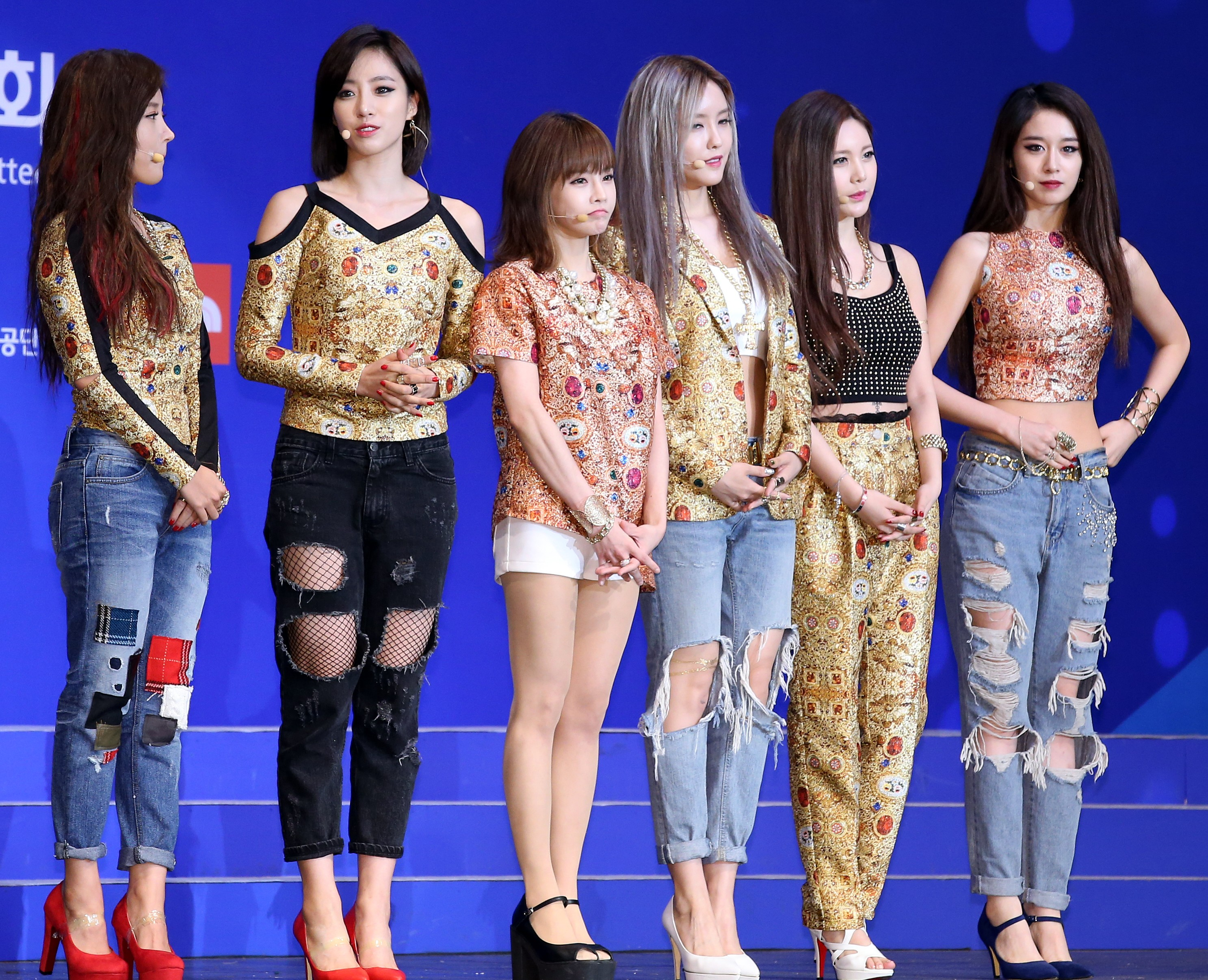
T-ara podczas Team Korea, 11 września 2014

T-ara zajęły siódme miejsce jako grupa z większością hitów nr 1 na cyfrowych listach przebojów w ostatniej dekadzie (pomimo debiutu ponad w lipcu 2009 r.), z 13 piosenkami. 19 stycznia odbył się drugi koncert zespołu w Chengdu, jeden z 5 koncertów planowanych w Chinach w 2014 roku. 5 marca zespół powrócił na rynek japoński z singlem Lead the Way/La’boon. 14 lutego odbył się wspólny koncert T-ary i SPEED w Phnom Penh, w Kambodży.
21 marca CCM Japan ogłosiło, że zespół wyda swój trzeci japoński album – Gossip Girls, który został wydany 14 maja. Jiyeon i Hyomin rozpoczęły swoje solowe debiuty. Agencja zespołu ujawniła, że Jiyeon nawiąże współpracę z Double Sidekick, a Hyomin z Brave Brothers. Jiyeon rozpoczęła promocję 30 kwietnia, jej minialbum Never Ever ukazał się 20 maja. Minialbum Hyomin, zatytułowany Make Up, ukazał się 30 czerwca. W październiku obie wokalistki zakończyły prace solowe, a 11 września zespół wydał minialbum And & End.
24 listopada, na oficjalnym kanale YouTube grupy, ukazała się nowa piosenka zespołu, „Little Apple”. Jest to remake, który powstał przy współpracy z Chopstick Brothers, popularnymi piosenkarzami z Chin. W teledysku wystąpiły cztery członkinie – Jiyeon, Eunjung, Qri i Hyomin, z gościnnym występem Shannon z F-ve Dolls i Dani. Występ comeback odbył się w programie The Show 25 listopada 2014 roku.
25 grudnia odbył się pierwszy krajowy koncert T-ary pod nazwą „Dear My Family” w Audytorium COEX w Samseong-dong, w Seulu. 27 grudnia odbył się pierwszy koncert zespołu z chińskiej trasy koncertowej.
Na początku 2015 roku zespół T-ara podpisał kontrakt na 1 mln USD z Celucasn, chińską popularną marką odzieżową pokazując się na promocyjnych zdjęciach i krótkim filmie.
Pierwsza chińska trasa zespołu, Great China Tour, zaczęła się 20 czerwca 2015 roku w Nankinie, w Sun Palace Theater.
3 sierpnia odbył się pierwszy showcase, podczas którego zespół wykonał utwór So Crazy promujący jedenasty minialbum zespołu, So Good. Utwór 1, 2, 3 będzie przewodnim singlem pierwszego chińskiego albumu T-ary.
W listopadzie 2015 roku T-ara zaprezentowały chińską wersję piosenki Cry Cry, która została piosenką przewodnią gry World of Warships w Chinach.

### 2016–2018:Remember,What’s My Name?i problemy ze znakiem towarowym
17 września odbył się ostatni koncert T-ary z trasy Great China Tour, w Mercedes-Benz Arena w Szanghaju, wystąpiły dla 8500 fanów.
W październiku MBK Entertainment zapowiedziało kolejny minialbum T-ary, zatytułowany Remember, który zostanie wyprodukowany przez Duble Sidekick i ukaże się 9 listopada 2016 roku. Głównym utworem płyty jest piosenka TIAMO. 9 listopada odbył się showcase, podczas którego zespół wykonał utwór promujący minialbum. Teledysk do utworu TIAMO w ciągu pięciu dni zdobył ponad 120 milionów odsłon w chińskim serwisie Tudou.
16 marca 2017 roku MBK Entertainment zapowiedziało comeback zespołu, a także poinformowało, że będzie to ostatni album wydany przez grupę w 6-osobowym składzie ze względu na kończące się kontrakty członkiń. Boram i Soyeon zdecydowały się nie odnawiać kontraktu z MBK Entertainment, a Qri, Eunjung, Hyomin, i Jiyeon zostaną w wytwórni do grudnia 2017 roku. Comeback odbył się w czteroosobowym składzie 14 czerwca, tego samego dnia ukazał się minialbum What’s My Name? oraz teledysk do głównego singla o tym samym tytule. Dwa dni po premierze płyta uplasowała się na 1. pozycji chińskiej listy YinYueTai. W czerwcu portal Naver poinformował, że zespół podpisał kontrakt o wartości 5 mld KRW z chińską firmą L.
3 stycznia 2018 roku była agencja poinformowała, że zespół nie kończy działalności wraz z odejściem z MBK Entertainment. W styczniu agencja potwierdziła, że złożyła wniosek o rejestrację znaku towarowego dla „T-ara”. Pod koniec czerwca Korea Intellectual Property Rights Information Service (KIPRIS) odrzuciło wniosek o znak towarowy T-ara od MBK Entertainment. W sierpniu wniosek agencji odrzuciło również Korean Intellectual Property Office.

### Od 2020: Ponowne spotkanie i powrót z nowym albumem
2 października 2020 roku odbył się koncert The Songs-That-You-Listen-To-In-Hiding Concert z okazji Chuseok, podczas którego T-ara wykonały „Roly-Poly” i „Sexy Love”, u boku U-Kiss, Narshy, Teen Top i SS501.
W lipcu 2021 roku członkinie spotkały się ponownie, występując w programie Ask Us Anything stacji JTBC. 29 lipca, podczas nagrania V Live z okazji 12. rocznicy grupy ogłoszono, że po raz pierwszy od czterech lat zespół powróci z nowym wydawnictwem pod koniec 2021 roku.
Ich single album pt. Re:T-ara ukazał się 15 listopada 2021 roku, wydany we współpracy z Dingo Music. Na singlu znalazły się dwa utwory: „All Kill” oraz „Tiki Taka”.

## Członkowie

### Obecne
| Pseudonim   | Pseudonim | Pseudonim | Pseudonim  | Prawdziwe imię | Prawdziwe imię | Prawdziwe imię | Data urodzenia       |
| Latynizacja | Hangul    | Hanja     | Katakana   | Latynizacja    | Hangul         | Hanja          | Data urodzenia       |
| ----------- | --------- | --------- | ---------- | -------------- | -------------- | -------------- | -------------------- |
| Qri         | 큐리      | 居麗      | キュリ     | Lee Ji-hyun    | 이지현         | 李智賢         | 12 grudnia 1986(dts) |
| Eunjung     | 은정      | 慇晶      | ウンジョン | Ham Eun-jung   | 함은정         | 咸慇晶         | 12 grudnia 1988(dts) |
| Hyomin      | 효민      | 孝敏      | ヒョミン   | Park Sun-young | 박선영         | 朴宣映         | 30 maja 1989(dts)    |
| Jiyeon      | 지연      | 智妍      | ジヨン     | Park Ji-yeon   | 박지연         | 朴智妍         | 7 czerwca 1993(dts)  |

### Byłe
| Pseudonim   | Pseudonim | Prawdziwe imię | Prawdziwe imię | Odejście      |
| Latynizacja | Hangul    | Latynizacja    | Hangul         | Odejście      |
| ----------- | --------- | -------------- | -------------- | ------------- |
| Jiae        | 지애      | Lee Ji-ae      | 이지애         | maj 2009      |
| Jiwon       | 지원      | Yang Ji-won    | 양지원         | maj 2009      |
| Hwayoung    | 화영      | Ryu Hwa-young  | 류화영         | lipiec 2012   |
| Areum       | 아름      | Lee Ah-reum    | 이아름         | 10 lipca 2013 |
| Boram       | 보람      | Jeon Bo-ram    | 전보람         | 15 maja 2017  |
| Soyeon      | 소연      | Park In-jung   | 박인정         | 15 maja 2017  |

### Liderki
| Nr | Członkini | Okres                      |
| -- | --------- | -------------------------- |
| 1  | Jiae      | Przed debiutem             |
| 2  | Eunjung   | lipiec 2009 – lipiec 2010  |
| 3  | Boram     | lipiec 2010 – lipiec 2011  |
| 4  | Hyomin    | lipiec 2011 – styczeń 2012 |
| 5  | Soyeon    | styczeń 2012 – lipiec 2013 |
| 6  | Qri       | od lipca 2013              |

## Podgrupy

### T-ara N4
Na początku kwietnia 2013 roku agencja zespołu Core Contents Media potwierdziła powstanie pierwszej podgrupy T-ara N4. Składała się ona wówczas z czterech członkiń: Jiyeon, Eunjung, Hyomin i Areum. Debiutancka piosenka, "Jeon Won Ilgi" (kor. 전원일기), została zainspirowana serialem z 1980 roku o tym samym tytule. Wyprodukowany przez Duble Sidekick, jest to "funky i intensywnym" utwór taneczny z elementami hip-hopu. T-ara N4 wypuściła serię zdjęć i zapowiedzi wideo promujących nowy utwór, a jego teledysk do miał swoją premierę 28 kwietnia 2013 roku. 12 maja podgrupa odwiedziła Chrisa Browna na planie jego teledysku. Spotkanie to umożliwiła najnowsza członkini grupy T-ara, Dani, która znała piosenkarza z czasów szkoły podstawowej. Po odejściu Areum jej miejsce zajęła Dani.
Po zmianie nazwy wytwórni z Core Contents Media na MBK Entertainment w październiku 2014 roku agencja ogłosiła, że Dani nie będzie już częścią T-ARA N4.

### QBS
W maju 2013 roku zostało ogłoszone powstanie drugiej podgrupy QBS, w której skład wchodzą Qri, Boram i Soyeon. Aktywność grupy skupiła się na japońskim rynku muzycznym, a ich debiutanckim singlem był Kaze no yō ni (jap. 風のように), wydany 26 czerwca 2013 roku.

## Dyskografia
| Albumy studyjne - Absolute First Album (2009) Repackage album - Breaking Heart (2010) EP - Vol.2 Temptastic (2010) - John Travolta Wannabe (2011) - Black Eyes (2011) - DAY BY DAY (2012) - AGAIN (2013) - AND&END (2014) - So Good (2015) - Remember (2016) - What’s My Name? (2017) Repackage EP - Roly-Poly in Copacabana (2011) - Funky Town (2012) - MIRAGE (2012) | Single album - Re:T-ara (2021) Albumy studyjne - Jewelry box (2012) - TREASURE BOX (2013) - Gossip Girls (2014) Kompilacje - T-ara's Best of Best 2009–2012: Korean ver. (2012) - T-ARA SINGLE COMPLETE BEST "Queen of Pops" (2014) |

## Filmografia
- T-ara World (2010)
- T-ara Dot Com (2010)
- T-ara Dream Girls (2010)
- T-ara's Hello Baby (2010)
- T-ara's Pretty Boys (2011-12)
- T-ara Star Life Theater (2012)
- T-ara's Confession (2012)
- Princess T-ara (2013)